# Lungotevere Flaminio

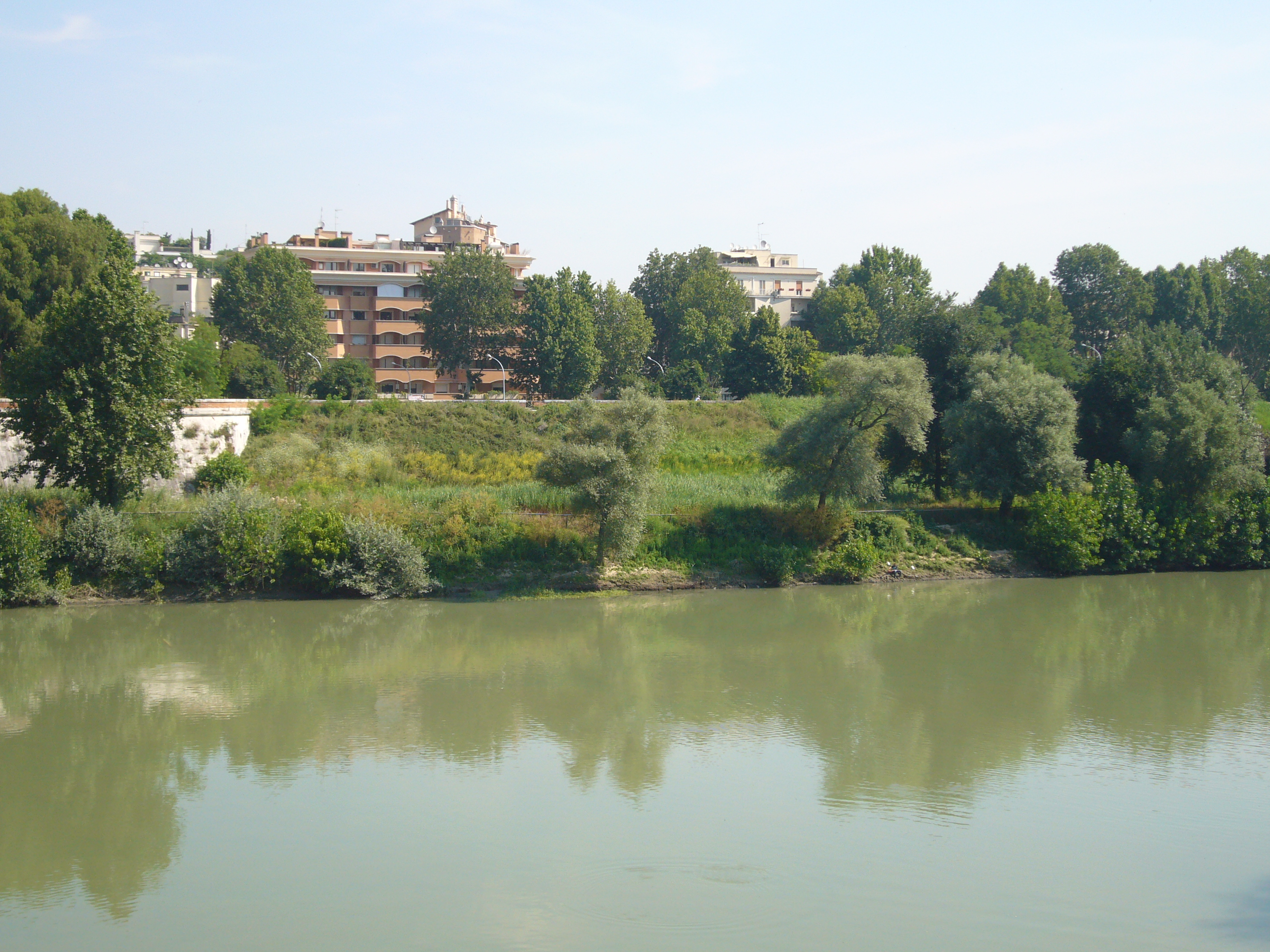
Vue du Lungotevere Flaminio depuis le Tibre en 2010

Le Lungotevere Flaminio est le tronçon du Lungotevere qui relie la Piazzale delle Belle Arti au pont du duc d'Aoste (Ponte Duca d'Aosta) à Rome, dans le quartiere Flaminio, à l'intérieur du Municipio Rome II, situé au nord de Rome.

## Caractéristiques
Il s'agit d'une large avenue, située sur la rive gauche du Tibre, caractérisée par la présence de quelques bâtiments d'époque, comme celui de la Fondation de l'ordre des Chevaliers de Colomb (Cavalieri di Colombo), conçu par Ernesto Lapadula en 1934 et de complexes sportifs.
Parmi les nombreux immeubles d'habitation du Lungotevere, l'un des plus remarquables de la ville est le bâtiment de la Palazzina Furmanik, construit entre 1941 et 1942 sur un projet de Mario De Renzi (it), caractérisé par une série de loggias en porte-à-faux le long de toute la façade principale.

## Crédit d'auteurs
- (it) Cet article est partiellement ou en totalité issu de l’article de Wikipédia en italien intitulé « Lungotevere Flaminio » (voir la liste des auteurs).